# Plzeň
Plzeň (Pilsen en alemany) és la capital de la regió de Plzeň (República Txeca) i està situada en el punt on conflueixen els rius Úhlava, Úslava, Radbuza i Mže, va ser fundada pel rei Venceslau II l'any 1295. La ciutat té 165.000 habitants, una extensió de 125 km² i està dividida en tres districtes. Plzeň és famosa per la seva indústria cervesera (la cervesa Pilsener) i un dels principals atractius turístics de la ciutat és la fàbrica de la cervesa Pilsner Urquell.